# Hasso von Boehmer
Hasso von Boehmer (9 de agosto de 1904 - 5 de marzo de 1945) fue un teniente coronel alemán en el Estado Mayor General y uno de los conspiradores del complot del 20 de julio.
Hasso von Boehmer pertenecía al Regimiento de Infantería N.º 9 de Potsdam, del que también provenían muchos otros conspiradores. Ahí sirvieron, entre otros, el Mayor General Henning von Tresckow y Fritz-Dietlof von der Schulenburg. Todos juntos, el Regimiento de Infantería N.º 9 proporcionó más conspiradores para el intento de asesinato del dictador alemán Adolf Hitler y el abortado golpe de Estado que cualquier otro regimiento de la Wehrmacht.
Hasso von Boehmer fue incorporado a la causa para los conspiradores por Tresckow, y se puso a su disposición como oficial de enlace en el Wehrkreis ("Distrito Militar") XX (Danzig - actual Gdańsk, Polonia). El día del atentado sobre la vida de Hitler en la Guarida del Lobo en Prusia Oriental, Hasso von Boehmer aceptaba todos los mensajes teletipos de los conspiradores que llegaban de Berlín. Después de las noticias extendidas de que Hitler había sobrevivido al atentado, Hasso von Boehmer fue arrestado en el mismo día y llevado a la prisión en la Lehrter Straße en Berlín. Debido a una enfermedad, terminó en la clínica en el campo de concentración de Sachsenhausen.
El 5 de marzo de 1945, el "Tribunal del Pueblo" (Volksgerichtshof) lo sentenció a muerte por su participación en el complot del 20 de julio. Fue ejecutado el mismo día en la prisión de Plötzensee en Berlín.